# SDM Group
SDM集團控股有限公司（英語：SDM Group Holdings Limited，港交所：8363），於2006年由行政總裁秦志昂和主席趙家樂在香港（總部）成立SDM 爵士芭蕾舞學院。
業務在香港經營各式各樣舞蹈課程。
股份在2014年10月14日於港交所創業板上市。配售價格為1.5港元，股份為5,000萬股，集資額為2,610萬港元